# Зайчикова наречена
Зайчикова наречена (нім. Häsichenbraut) —  казка зі збірки братів Грімм «Дитячі та сімейні казки» (1812). Опублікована під номером 66. Згідно з класифікацією казкових сюжетів Аарне-Томпсона має номер 311.

## Сюжет
Жила жінка з донькою і мала гарний город, де росла капуста. Проте зайчик регулярно навідувався на город і щодня з’їдав всю капусту. Мати попросила дочку прогнати зайчика. Дівчина багато разів відганяла зайчика, але щоразу він запрошував її до своєї заячої хатки.
Одного разу дівчинка вирішила сісти зайчику на хвіст і відвідати його заячу хатку. Зайчик попросив її наготувати зеленої капусти та пшона на весілля, поки він піде гостей кликати. Серед весільних гостей були різні тварини, зокрема, зайці, ворон за попа, лис за дяка, а вівтар знаходився під самою веселкою.
Дівчина сумувала, бо була серед них сама-самісінька. Зайчик повертався кілька разів, але дівчина не відчиняла, а лише мовчала і плакала. Зайчик через деякий час вирішив перевірити, що відбувається, і виявив, що дівчина залишила замість себе опудало з соломи, а сама повернулася до матері. Засмучений зайчик все зрозумів і пішов собі геть.  

## Аналіз
Брати Грімм отримали цю казку з невідомого джерела, ймовірно, від Ганса Рудольфа фон Шредера з Букова в Мекленбурзі.
Як і в багатьох інших казках, у цій оповідці відбувається спілкування людей і тварин. Розповіді, в яких люди одружуються з тваринами або розповіді про людей, які магічним чином перетворюються на твариноподібних істот, поширені у фольклорі та казках. Зокрема, серед відомих прикладів — «Красуня і чудовисько», «Король-Жабеня» і «Русалонька».